# Утгофф, Алек
Олег Владимирович Утгоф (укр. Олег Володимирович Утгоф), более известный как Алек Утгофф (англ. Alec Utgoff, род. 1 марта 1986, Киев, УССР, СССР) — британский актёр. Сыграл роль Алексея в третьем сезоне сериала «Очень странные дела». Среди других ролей — Александр Боровский в фильме «Джек Райан: Теория хаоса» (2014), Дмитрий в «Мордекае» (2015) и Алексей в «Разломе Сан-Андреас» (2015).

## Биография
Олег Утгоф родился в Киеве в семье Розы Утгоф, дирижёра, и Владимира Утгофа, кардиохирурга, ныне заслуженного хирурга Украины. Отец родом из Крыма, имеет русские и немецкие корни (прадед был этническим немцем), мать — коренная осетинка. Брат Алан — финансист.
В 1997 году детей отправили на обучение в Портсмут (Англия), где Олег начал выступать в школьном театре. По окончании школы переехал в Лондон и попытался поступить в театральный институт, но не был принят и год обучался на подготовительном курсе. На следующий год успешно сдал экзамены в Центр драматического искусства Лондона (англ. Drama Centre London).
Во время учёбы исполнил небольшую роль бандита Федьки в фильме «Турист». На съёмочной площадке «Войны миров Z» познакомился с Константином Хабенским (все сцены с участием обоих актёров впоследствии были вырезаны). За картиной «Такой же предатель, как и мы» последовал год простоя, после чего Утгоф получил предложения на съёмки сразу в двух сериалах: «Чернобыль» и «Очень странные дела», которому он отдал предпочтение; роль советского учёного Алексея Смирнова, «единственного положительного русского», принесла актёру настоящий успех.
В фильме «Снега больше не будет» польского режиссёра Малгожаты Шумовской исполнил главную роль украинского трудового мигранта Жени.
Свободно говорит на русском, украинском и английском языках.

## Фильмография

### Фильмы
| Год  | Название                          | Роль                | Примечания             |
| ---- | --------------------------------- | ------------------- | ---------------------- |
| 2010 | Турист                            | Федька              |                        |
| 2010 | Over the Hills                    | Аарон               | короткометражный фильм |
| 2011 | The Why Men                       | Торпеда             | короткометражный фильм |
| 2012 | The Seasoning House               | Иосиф               |                        |
| 2013 | Common People                     | Вейко               |                        |
| 2013 | Адский бункер: Восстание спецназа | Костя               |                        |
| 2013 | Legacy                            | Рыков               | телефильм              |
| 2013 | Война миров Z                     | эпизод              | роль вырезана          |
| 2014 | Джек Райан: Теория хаоса          | Александр Боровский |                        |
| 2015 | Мордекай                          | Дмитрий             |                        |
| 2015 | Разлом Сан-Андреас                | Алексей             |                        |
| 2015 | Миссия невыполнима: Племя изгоев  | член экипажа A400   |                        |
| 2016 | Такой же предатель, как и мы      | Ники                |                        |
| 2020 | Снега больше не будет             | Женя                |                        |
| 2024 | Гладиатор 2                       | Дариус              |                        |

### Сериалы
| Год       | Название            | Роль           | Примечания |
| --------- | ------------------- | -------------- | ---------- |
| 2010      | Призраки            | главный хакер  | 1 серия    |
| 2013-2014 | The Wrong Mans      | Юрий и Дмитрий | 6 серий    |
| 2016      | Power Monkeys       | Алек           | 6 серий    |
| 2019      | Очень странные дела | Алексей        | 4 серии    |
| 2020      | Дракула             | Абрамов        | 1 серия    |